# Karolówka (województwo podkarpackie)
Karolówka (do 10 lipca 1948 Burgau) – wieś w Polsce położona w województwie podkarpackim, w powiecie lubaczowskim, w gminie Lubaczów. Leży nad rzeką Wiśnią.
W latach 1975–1998 miejscowość administracyjnie należała do województwa przemyskiego.
Wierni Kościoła rzymskokatolickiego należą do parafii św. Marii Magdaleny w Młodowie.

## Historia
Historia Karolówki sięga 1783 roku, gdy w efekcie kolonizacji józefińskiej na 86 ha gruntów wsi Młodów cztery niemieckie katolickie rodziny założyły kolonię Burgau. Pierwszymi osadnikami byli: Peter Bauman (23 morgi), Johann Low (6 morgi) i Franz Leblich (8 mórg). W 1786 roku było już 6 rodzin, a w 1812 roku było 30 osób. W 1818 roku właścicielem Młodowa został Egidiusz hr. Pawłowski. Mieszkańcy zajmowali się rolnictwem. Na przełomie XIX i XX wieku Niemcy wyjechali do Ameryki, a gospodarstwa nabyli Polacy i Ukraińcy.
Po 1918 roku doszło do procesu sądowego o charakterze roszczeniowym. Sąd przyznał Młodowowi prawo do współużytkowania części gruntów i lasu należących do Burgau.
W II Rzeczypospolitej wieś w powiecie lubaczowskim województwa lwowskiego. 5 stycznia 1938 roku mieszkańcy ówczesnego Burgau wystąpili o zmianę nazwy niemieckiej na polską „ Karolówka”. Nazwa powstała od imion trzech obywateli urodzonych w Burgau, którzy przyczynili się do sprawy niepodległości Polski: Karola Sandra, Karola Baumana i Karola Świstowicza. Decyzją Ministra Spraw Wewnętrznych została zmieniona nazwa miejscowości z niemieckiej Burgau na polską Karolówka od 11 marca 1939. 
W czasie nocnych napadów 24 kwietnia i 7 maja 1944 r. nacjonaliści ukraińscy z OUN-UPA zamordowali tutaj 31 Polaków.
W latach 1976–1978 w okresie postępowania scaleniowego gruntów w Młodowie i Karolówce, Młodów wystąpił z wnioskiem do Wojewody Przemyskiego o włączenie obrębu geodezyjnego Karolówka do obrębu Młodów z pominięciem urzędu Rejonowego w Lubaczowie. W oparciu o ustalenia kompetentnych organów administracji państwowej Starosta Lubaczowski ustalił, że obręb ewidencyjny Karolówka istniał w określonych prawnie granicach i figurował w wykazie Urzędowym Nazw Miejscowości w Polsce. W związku z tymi ustaleniami decyzja Wojewody Przemyskiego nie mogła orzekać o złączeniu wymienionych obrębów. Na podstawie orzeczenia Starosty Lubaczowskiego z dnia 26 września 2000 roku powstały dwa odrębne obręby geodezyjne – Młodów oraz Karolówka.
Na przełomie marca i kwietnia 2007 mieszkańcy Karolówki wybierali nazwy dla swoich ulic. Obecnie w Karolówce są 4 ulice: Jana III Sobieskiego, Wspólna, Nowa oraz Wincentego Witosa.
12 października 2018 roku na pamiątkę 100-lecia odzyskania niepodległości mieszkańcy wsi założyli park niepodległości, w którym posadzili 100 lip.
Sołtysi Karolówki:.
1990–1994. Ryszard Filipowski.
1994–1998. Wiesław Tabaczek.
1998–2014. Józef Żak.
2014– nadal Ryszard Antonik.

## Typ wsi oraz populacja
Karolówka ze względu na kształt jest wieloosiowa, tzn., że położona jest przy kilku drogach. Przez wzgląd na rangę tej to wieś podstawowa. Obecnie w Karolówce jest 185 mieszkańców (stan na 25 kwietnia 2004 rok): 98 kobiet i 87 mężczyzn. Według danych z 2011 roku miejscowość zamieszkiwało 179 osób.